# فالسيم
فالسيم (بالفرنسية: Valsemé)‏ هي بلدية تقع في فرنسا في Canton of Cambremer.[بحاجة لمصدر] يقدر عدد سكانها بـ 277 نسمة ومساحتها 5.62 كم2 وترتفع عن سطح البحر 150 متر.